# Cerasana anceps
Cerasana anceps är en fjärilsart som beskrevs av Walker 1862. Cerasana anceps ingår i släktet Cerasana och familjen tandspinnare. Inga underarter finns listade i Catalogue of Life.